# Agenzia industrie difesa
Agenzia industrie difesa (AID) è un ente di diritto pubblico vigilato dal Ministero della difesa. 
L'Agenzia è un ente con personalità giuridica di diritto pubblico, istituito come strumento di razionalizzazione e ammodernamento delle Unità industriali del Ministero della difesa con decreto legislativo 300/99. L'agenzia coordina e gestisce gli stabilimenti industriali ad essa assegnati.
L’AID opera secondo criteri industriali sotto la vigilanza del Ministero della difesa, con la missione di portare all’economica gestione gli stabilimenti industriali assegnati in gestione, in una logica di creazione di valore sociale ed economico per lo Stato e la collettività.
La direzione generale, con sede a Roma, ha il compito di assicurare una gestione coordinata ed unitaria delle unità produttive conferite. 
La missione dell’AID comprende il recupero del pieno impiego di risorse, impianti ed infrastrutture, la riduzione dei costi gestionali, il ripristino di condizioni di efficienza operativa, ma, soprattutto, la valorizzazione del personale e delle sue competenze, nonché lo sviluppo di nuovi prodotti e servizi.
Elementi chiave della sua strategia:
- rafforzare il ruolo di fornitore privilegiato del Ministero della difesa;
- creare sbocchi sul mercato concorrenziale con la produzione attuale o anche di nuova concezione, avvalendosi degli alti standard di qualità, frutto dello stretto rapporto con la Difesa.

AID opera con logiche di mercato anche verso il suo cliente tradizionale, il Ministero della difesa. Secondo la convenzione triennale stipulata tra il Ministro ed il Direttore generale AID, la Difesa, per soddisfare le sue esigenze di forniture, interpella con priorità l’Agenzia, che risponde con preventivi e fattibilità conformati a valori economici congrui con quelli di mercato, e con l’impegno a fornire prodotti/servizi di qualità certificata, rispondenti alle specifiche tecniche concordate.
Il 28 novembre 2023 il Consiglio dei ministri, su proposta del Ministro della difesa Guido Crosetto, ha deliberato la nomina della professoressa Fiammetta Salmoni a direttore generale dell'Agenzia.

## Missione
Gestire unitariamente le attività industriali e commerciali delle Unità produttive affidate con l’obiettivo del conseguimento delle capacità complessive di operare in condizioni di economica gestione, stipulando convenzioni, accordi e contratti con soggetti pubblici e privati.
Sviluppare le capacità industriali, anche in partnership con i privati, rafforzando il ruolo di asset strategico della Difesa per incrementare le produzioni industriali, i livelli occupazionali ed essere competitivi sul mercato.

## Attività
L’obiettivo principale è il rafforzamento del proprio ruolo come fornitore privilegiato del Ministero della difesa e la creazione di sbocchi sul mercato concorrenziale con la produzione attuale o anche di nuova concezione, avvalendosi degli alti standard di qualità, frutto dello stretto rapporto con la Difesa. Le Unità produttive operano affinché l’AID, per il raggiungimento dei propri fini istituzionali, possa stipulare convenzioni, accordi e contratti con soggetti pubblici e privati per la fornitura di beni e servizi, nonché partecipare a consorzi internazionali e a società previa autorizzazione del Ministro.
La stipula di accordi industriali e commerciali con aziende private nazionali ed estere, l’allargamento della gamma di prodotti e servizi offerti all’Amministrazione Difesa (AD), alle altre Pubbliche Amministrazioni e al mercato privato, hanno reso possibile la progressiva espansione commerciale delle UP in settori quali: demilitarizzazione del munizionamento, produzione di munizioni e cartucciame di piccolo calibro, dematerializzazione della documentazione cartacea, produzione di medicinali e presidi medici strategici, valorizzazione dei mezzi e materiali dismessi dalle Forze Armate, produzione di cordami e manutenzione delle unità navali, militari e civili. Innovando le logiche della Pubblica Amministrazione tradizionale, il campo di azione si estende ad iniziative e collaborazioni con realtà industriali e commerciali di natura privata, fino a poter considerare l’eventuale trasformazione di unità produttive in società per azioni di tipo misto pubblico – privato.

### Processo di rilancio industriale
In base al miglioramento avviato nel 2015, il Parlamento, su indicazione del Governo, ha varato una norma, che ha dato ad AID una solida direttrice strategica, per programmare e sviluppare, a partire dal 2018, le commesse industriali su due Piani Industriali triennali (2018-2020 e 2021-2023), per conseguire la capacità di operare stabilmente in condizioni di economica gestione e sostenibilità finanziaria, con eventuale messa in liquidazione di quelle UP che, con i rispettivi risultati negativi, dovessero compromettere tale sostenibilità. I dati previsionali di chiusura del Piano Industriale 2018-2020 indicano il positivo andamento del processo di rilancio industriale, con la concreta prospettiva di ottenere, a fine 2023, un ulteriore miglioramento del risultato di gestione, a conferma della capacità acquisita di assicurare complessiva economica gestione, ma anche la durevole stabilità di AID.
Un’AID efficiente industrialmente e sostenibile economicamente e finanziariamente, costituisce un unicum nell’ambito dell’AD, per il contributo nel soddisfare le esigenze del cliente istituzionale e nel salvaguardare la sovranità nazionale nel settore difesa e sicurezza. Nel contempo, nelle aree ove insistono le UP, il potenziamento della capacità produttiva di AID ha stimolato lo sviluppo dell’indotto industriale e offerto sbocchi occupazionali, prevalentemente alle nuove generazioni.
In prospettiva allargata, le collaborazioni con importanti Aziende italiane (tra le altre: Leonardo, Fiocchi, MES, SIMMEL Difesa, Fincantieri, RFI, Beretta, Magnaghi, MBDA e altre) hanno contribuito allo sviluppo del “Sistema Paese”, in un’ottica di progresso tecnologico e di sostegno all’industria nazionale. AID svolge infine un ruolo di elevata utilità sociale, grazie alla produzione di farmaci a base di cannabis e di farmaci “orfani” per pazienti altrimenti sprovvisti di sostegno farmacologico, come pure nel contenimento delle emergenze quali il Covid-19, per il quale è stata assicurata la produzione di soluzioni disinfettanti e di mascherine protettive, nonché la collaborazione con un’azienda italiana per la realizzazione di respiratori polmonari.

### Area commerciale e sviluppo mercati
L’Area Commerciale e sviluppo Mercati ha come obiettivo porre in essere tutte quelle attività propedeutiche all’individuazione di potenziali clienti sia per i prodotti e servizi delle UU.PP. che per il materiale in surplus delle FF.AA. ed altre amministrazioni dello Stato, sul mercato nazionale e su quello internazionale.
L’attività di valorizzazione del materiale di armamento, in particolare mezzi terrestri, aerei, navali ed armi leggere, rappresenta un “asset strategico” per l’Agenzia. La cessione di tali materiali rappresenta un’importante fonte di ricavi per l’Agenzia, permettendo di recuperare importanti risorse per le Forze Armate da reinvestire nell’intero sistema del comparto Difesa. La costante interlocuzione e relazione con le FF.AA. ed altri Corpi Armati dello Stato nonché con FF.AA. di paesi stranieri ed aziende del settore della Difesa, crea le premesse di cooperazione industriale per il raggiungimento degli obiettivi istituzionali dell’Agenzia.
Nell’ambito dell’attività di valorizzazione di materiale surplus rivestono particolare importanza il coinvolgimento e le sinergie con le aziende italiane che possiedono un know-how consolidato nel revamping e up-grading di Sistemi d’arma, il connubio tra pubblico e privato rappresenta un imprescindibile garanzia di affidabilità e trasparenza soprattutto nei contesti internazionali in cui si finalizzano le cessioni di sistemi d’arma.

### Quadro normativo
- Legge 28 Dicembre 1995 n. 549 art. 1, comma c: viene affidata al governo la delega per emanare uno o più decreti legislativi per la ristrutturazione degli arsenali e stabilimenti militari.
- Decreto Ministeriale 10/10/1998: nella riorganizzazione dell’area tecnico-industriale del Ministero della Difesa, alcuni Stabilimenti Militari vengono assegnati al Segretariato Generale della Difesa.
- ART. 8 e 9 DLGS 300/99: l’Agenzia Industrie Difesa è costituita con personalità giuridica di diritto pubblico per assicurare la gestione coordinata e unitaria delle Unità Produttive e Industriali della Difesa.
- Decreto Ministeriale 8/06/2001: viene emanato il regolamento di organizzazione e funzionamento. Il 6 novembre dello stesso anno viene emanato il regolamento relativo all’amministrazione e la contabilità. Il completamento degli adempimenti richiesti avviene nel marzo 2001, con la nomina da parte del Consiglio dei Ministri del primo Direttore generale.
- ART. 132 D.P.R. 90/2010: come personalità giuridica di diritto pubblico, l’Agenzia opera in autonomia nell’area amministrativa, finanziaria, contabile e organizzativa.
- Decreto Ministeriale 18/04/2018: approvazione del Ministro della Difesa e del Ministro dell’economia e delle finanze del Piano Industriale Triennale 2018/2020.

## Settori
Attraverso i nove Stabilimenti in gestione, Agenzia Industrie Difesa opera in diversi settori, che includono:
- la cantieristica navale,
- la produzione di cordame,
- il munizionamento e la demilitarizzazione,
- la digitalizzazione e la dematerializzazione.
- la produzione, ricerca e sviluppo nel settore chimico-farmaceutico.

### Produzione, ricerca e sviluppo nel settore chimico-farmaceutico
Lo storico Stabilimento Chimico Farmaceutico Militare di Firenze, nato nel 1853, è attivo nel soddisfare le richieste dettate delle esigenze nazionali di carattere emergenziale, con una linea di produzione di farmaci orfani, dispositivi medici e prodotti alimentari, unico ente italiano autorizzato a produrre cannabis di tipo terapeutico.
- Stabilimento Chimico Farmaceutico Militare di Firenze

### Digitalizzazione e dematerializzazione
Unico centro del sistema della Pubblica Amministrazione in grado di offrire un servizio di dematerializzazione totalmente conforme alle regole in materia, il Ce.De.Cu di Gaeta si presenta come eccellenza nell’ambito della digitalizzazione di archivi cartacei a livello italiano ed europeo.
- Centro di Dematerializzazione e Conservazione Unico della Difesa (Ce.De.C.U.) di Gaeta

### Cantieristica navale e produzione cordami
La solida esperienza nell’ambito del settore navale e della cantieristica navale, maturata nella lunga tradizione della cantieristica navale dell’Arsenale di Messina e della storica produzione cordami dello Stabilimento di Castellammare di Stabia, e l’alta settorialità dei servizi offerti dalle due Unità produttive, rendono le lavorazioni uniche nel loro genere, personalizzate in base alle richieste dei differenti partner commerciali.
- Arsenale Militare di Messina
- Stabilimento Militare Produzione Cordami (MARICORDERIA) di Castellammare di Stabia

#### Arsenale Militare di Messina
Lo storico Arsenale militare di Messina opera dal lontano 1860, quando il comune di Messina, con l’avvento delle navi in ferro con propulsione a vapore per la Marina Mercantile, affidò al Genio Civile la costruzione di un bacino di carenaggio in muratura. Al termine della gestione privata, esercitata dal Consorzio cittadino, nel 1932 l’Arsenale passò definitivamente alle dipendenze dell’allora Regia Marina. Dopo la seconda Guerra Mondiale il bacino assunse un ruolo strategico, ed emerse un’improrogabile necessità di estenderlo, considerando che la lunghezza di allora (104 metri) non era sufficiente per mettere a secco le Unità tipo Liberty, per le quali era necessario eseguire lo sfilamento degli alberi porta eliche.
Negli anni ’50 si diede inizio ai lavori di prolungamento e allargamento del bacino, opera che fu completata entro il 1954. Dagli anni ’60 fino alla fine degli anni ’90 vennero affidati all’Arsenale Militare della Marina i lavori di grande e piccola manutenzione su Dragamine, Pattugliatori, Cisterne, e lavori occasionali sulle Unità Navali in transito per poi ampliare nel 2001 l’offerta di servizi dalla qualità certificata anche al mercato civile, con il passaggio dell’Arsenale sotto la gestione di Agenzia industrie difesa.
Prodotti e servizi
I servizi offerti dal personale AID, altamente qualificato, riguardano principalmente attività di revisione, collaudo, verifica e controllo, manutenzione per lavorazioni meccaniche, elettriche, elettroniche, di congegnatoria e carpenteria leggera e pesante. La revisione di tipo generale riguarda natanti a vela (storici e moderni), Motori Termici di Propulsione (MM.TT.PP.) e Diesel Generatori (DD.AA.) targati Wartsila, GMT, Isotta Fraschini, Ruggerini, Officine Meccaniche (O.M.), Caterpillar, IVECO/AIFO.
Il servizio di revisione viene poi offerto per pompe e motopompe, salvagenti collettivi ed individuali, interruttori SACE, teleavviatori, quadri elettrici di potenza e di servizio, impianti elettrici di bordo di potenza (di servizio e di ausiliari) e per impianti di bordo, fanaleria e segnalamenti; La fase di collaudo riguarda recipienti in pressione come bombole ad aria, bombole CO2 e bombole O2. Comprende inoltre bozzelli, ganci, bozze per catena, tiranti, strutture con estensimetri.
L’Arsenale esegue manutenzioni e collaudi su Argani e verricelli, effettua la sostituzione della tenuta degli assi tramite vulcanizzazione e realizza il riporto in metallo sulle portate ad assi portaelica fino a 12 metri. Il servizio di manutenzione comprende inoltre motori elettrici (monofase e trifase) con potenza massima di 120 kVA e generatori elettrici di corrente continua e corrente alternata con potenza massima di 250 kVA. Oltre a questo, viene effettuata manutenzione, taratura e verifica della strumentazione, come termocoppie, termoresistenze, dinamo tachimetriche e alternatori tachimetrici fino a 3000 rpm (elettronica collegata ai sistemi di controllo a propulsione). Il servizio di manutenzione comprende inoltre motori elettrici (monofase e trifase) con potenza massima di 120 kVA e generatori elettrici di corrente continua e corrente alternata con potenza massima di 250 kVA. Oltre a questo, viene effettuata manutenzione, taratura e verifica della strumentazione, come termocoppie, termoresistenze, dinamo tachimetriche e alternatori tachimetrici fino a 3000 rpm (elettronica collegata ai sistemi di controllo a propulsione). L’Arsenale esegue manutenzioni su Impianti oleodinamici e Depuratori olio e gasolio, sull’avviamento di compressori ad aria, circuiti di alta e bassa pressione, impianti di condizionamento, celle frigo e Pinne stabilizzatrici (esclusa la regolazione).
Lavorazioni
L’Arsenale Militare di Messina, opera anche lavorazioni in partnership con privati. Un esempio è rappresentato dalla consegna della Nave traghetto ENOTRIA. La sosta di manutenzione, inizialmente prevista per 45 giorni, prevedeva importanti interventi sui propulsori rotanti tipo SCHOTTEL impiegati sul mezzo di proprietà della società BLUFERRIES. Il fattore rilevante è che le manutenzioni più significative della sosta, relative ai propulsori azimutali, sono state condotte interamente dalle maestranze interne allo Stabilimento. Una sfida resa ancora più impegnativa dalla situazione legata alla pandemia che ha imposto significativi vincoli alle interazioni tra l’equipaggio e il personale. Le lavorazioni previste dal programma sono state portate a compimento in modo efficace e con la soddisfazione della Società armatoriale, grazie alla collaborazione dei vari soggetti coinvolti.

#### Stabilimento Militare Produzione Cordami di Castellammare di Stabia
L’origine della Corderia è strettamente legata alla storia del locale cantiere navale che nasceva nel 1773, su ordine del Re Ferdinando IV di Borbone, nel luogo dove già da oltre due secoli venivano riparate e costruite barche e piccoli velieri. Lusingato dal successo della prima nave varata in tale cantiere, la Corvetta “Stabia”, il sovrano pensò di ampliare il cantiere, facendo ccostruirenel 1796 un’officina per la produzione delle corde, essenziali per il sistema di navigazione a vela.
Il progresso tecnologico e l’entrata della Corderia tra gli Enti della Regia Marina contribuirono ad il suo crescente sviluppo, con un successivo ampliamento delle strutture esistenti e l’implementazione di attrezzature e macchinari tecnologicamente avanzati: i cavi ed i manufatti di canapa costruiti dalla Corderia si distinguevano sia in Italia che all’estero. Dopo il 1920, il regio Cantiere diventò Stabilimento di Lavoro e Corderia della Regia Marina. L’avvento dell’elettricità e l’impiego pratico industriale a mezzo di motori cambiarono sensibilmente le condizioni di lavoro all’interno dello Stabilimento. Fu inoltre progettata una macchina finalizzata a tirare legnoli e a commettere cavi. La commettitura elettromeccanica a pista, infatti, fu il punto di forza dello Stabilimento fino ai nostri giorni, in quanto unica nel suo genere e concepita in modo impeccabile.
La Corderia continuò a far parte del Cantiere Navale, che nel frattempo si affermava sempre più per la competenza delle maestranze, fino al 1 Aprile 1939, anno in cui il Cantiere venne venduto alla Società Navalmeccanica – Stabilimenti Navali e Meccanici Napoletani S.p.A., mentre la Corderia venne mantenuta in proprietà dalla Marina Militare. Durante il conflitto della II guerra mondiale, lo Stabilimento lavorò ininterrottamente, sebbene sottoposto ad incendi e devastazioni da parte delle truppe tedesche. Nel settembre del 1943, lo Stabilimento e i cantieri navali di cui faceva parte furono protagonisti della Resistenza contro i nazisti. I militari, comandati dal Maggiore Domenico Baffigo, cercarono di impedire la distruzione delle navi e dei cantieri senza riuscirci. 
A partire dal 2001, la Corderia venne affidata alla gestione dell’Agenzia Industrie Difesa, con l’obiettivo di operare un “dual use” della produzione, così da rilanciare le attività, dapprima di esclusivo utilizzo militare, anche sul mercato civile.
Prodotti e servizi

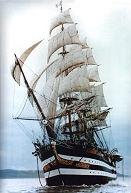
Nave Amerigo Vespucci

La Corderia di Castellammare si occupa della produzione di cavi e attrezzature navali, oltre ad offrire servizi esterni di collaudo cavi e consulenza tecnica sulle funzionalità di utilizzo. È attualmente l’unico Stabilimento in Italia ad avere una certificazione RINA come servizio di collaudo alternativo. Le attrezzature navali, realizzate a mano nel reparto lavorazioni artigianali, costituiscono un’eccellenza a livello nazionale. In particolare, la loro produzione comprende diverse tipologie di reti, biscagline, tappetini e paglietti. La produzione di cordame viene diversificata per realizzazioni con fibra vegetale (manilla, canapa, sisal) e sintetica (polietilene ad altissima densità quali dyneema e spectra fibra aramidica quali kevlar e twaron, poliestere, poliammide, polipropilene, fibre miste), e riguarda tutte le tipologie di cavi, trecciati e commessi, da pochi millimetri di diametro (spaghi) fino a 120 mm di diametro (cavi di ormeggio).
Uno dei reparti dello Stabilimento più caratteristici è quello dedicato alla produzione di attrezzatura navale dove è la capacità artigianale delle maestranze a fare la differenza. Qui vengono fabbricati i paglietti, i biscaglini per i piloti, le reti di protezione, reti parabossoli, reti giapponesi e per recupero naufraghi, tappetini antisdrucciolo e paglietti per la tenuta delle barche porta dei bacini in muratura. Tutti oggetti in cui il lavoro a mano è frutto dell’esperienza e della tradizione.
Lavorazioni per la Marina Militare
L’Amerigo Vespucci, la nave più bella del mondo, il Palinuro e il brigantino interrato Cappellini ogni anno cambiano i cordami. Lo fanno per una questione di sicurezza, anche solo per l’usura delle biscagline, le scalette per salire e scendere dalla nave. A rifornire i velieri della Marina Militare è lo Stabilimento Militare Produzione Cordami di Castellammare di Stabia che ogni anno, solo per la forza armata, produce circa 410 km di cordami, in parte in fibra vegetale, per un peso complessivo che si aggira sulle 165 tonnellate.

### Demilitarizzazione, produzione, integrazione di manufatti esplosivi
Le Unità Produttive di Baiano, Capua e Noceto operano lavorazioni differenti nell’ambito del munizionamento, che riguardano la demilitarizzazione, produzione, allestimento ed integrazione di manufatti esplosivi a favore di enti nazionali ed internazionali, pubblici e privati.
- Stabilimento Militare Munizionamento Terrestre di Baiano di Spoleto
- Stabilimento Militare Pirotecnico di Capua
- Stabilimento Militare Ripristini e Recuperi del Munizionamento di Noceto di Parma

#### Stabilimento Militare Munizionamento Terrestre di Baiano di Spoleto
Costituito nel 1937 come Reparto del Laboratorio Caricamento Proietti Esercito di Piacenza, con lo strategico obiettivo di sostenere le esigenze delle Forze Armate e delle Amministrazioni Statali, nel corso del tempo l’Unità Produttiva aumentò la sua autonomia nella gestione delle lavorazioni. Per questo motivo dopo quarant’anni, nel 1977, venne rinominato “Sezione staccata dello Stabilimento Militare del Munizionamento Terrestre – Divisione Propellente”.
A partire dalla fine degli anni ’90, con la ristrutturazione dell’Area Tecnico Industriale della Difesa, per mezzo del Decreto n. 459/1997, lo Stabilimento intraprese un percorso mirato all’apertura verso il “mercato esterno”, svolgendo un ruolo diverso da quello istituzionale fino ad allora ricoperto. Con il passaggio alle dirette dipendenze dell’Agenzia Industrie Difesa nel 2002, lo Stabilimento ebbe come obiettivo il raggiungimento dell’economica gestione. L’esperienza accumulata negli anni e la qualità certificata dei prodotti offerti ha portato lo Stabilimento a stringere collaborazioni con importanti partner commerciali del settore.
Prodotti e servizi
Lo Stabilimento di Baiano effettua tutte le attività necessarie all’allestimento, ai controlli di efficienza, al ripristino di efficienza e all’alienazione dei manufatti esplosivi. In particolare, il processo di integrazione riguarda i colpi da 76/62 TP e Vulcano da 127 mm e da 155 mm, mentre l’allestimento è previsto per granate 40x53 mm in versione TP-M e HEDP. Lo Stabilimento si occupa della produzione munizioni c.c. 105/51 TP-T, della trasformazione di cartucce calibro 105 APFSDS-T-DM33 in colpi da addestramento e della demilitarizzazione di cartucce, spolette, cannelli e componenti esplosivi vari tramite forno e distruzione di mine del tipo a pressione. L’Unità Produttiva svolge anche attività di ripristino granate di artiglieria, gestione del controllo di efficienza di manufatti esplosivi di vario calibro e allestisce giubbetti anti proiettile per le Forze Armate italiane.
Lavorazioni
- Integrazione colpo da 76/62 TP e Vulcano da 127 mm e da 155 mm;
- Produzione munizioni c.c. 105/51 TP-T;
- Allestimento granate 40x53 mm in versione TP-M e HEDP;
- Trasformazione di cartucce calibro 105 APFSDS-T-DM33 in colpi da addestramento;
- Demilitarizzazione di cartucce, spolette, cannelli e componenti esplosivi vari tramite forno e distruzione di mine del tipo a pressione;
- Gestione del controllo di efficienza di manufatti esplosivi di vario calibro;
- Ripristino granate di artiglieria;
- Allestimento di giubbetti antiproiettile per le Forze Armate italiane.

#### Stabilimento Militare Pirotecnico di Capua
La lunga esperienza nel settore risale all’allora dinastia borbonica, quando nel 1856 fu deciso di trasferire a Capua, dalla collina di Posillipo in Napoli, un piccolo Stabilimento denominato “PIROTECNICO” che produceva munizionamento da guerra e polvere da sparo. La sede scelta fu quella di un vecchio castello, costruito nel 1542, denominato “Castello di S. Pietro”, costruito per volere dell’Imperatore Carlo V a partire dai resti di un castello longobardo, vicino al ponte Casilino, di epoca romana, sul fiume Volturno.
Con la costituzione del Regno d'Italia, lo Stabilimento venne notevolmente ingrandito, per le accresciute esigenze strategiche del munizionamento da guerra. Nacquero così nuovi corpi fabbrica intorno e dentro il castello, che venne a perdere la sua configurazione originaria a causa degli adattamenti e delle trasformazioni introdotte. Il “PIROTECNICO” assunse, tra la fine del '800 e l'inizio del '900, un ruolo preminente fra le industrie europee specializzate nell’allestimento di vari tipi di cartucce. A decorrere dal 1º gennaio 2017, con il Decreto Ministeriale della Difesa in data 29 dicembre 2016, lo Stabilimento Militare Pirotecnico è passato alle dirette dipendenze dell’Agenzia Industrie Difesa.
Prodotti e servizi
Lo Stabilimento Militare Pirotecnico di Capua fonda la sua attività su commesse affidate dalle Amministrazioni dello Stato per la produzione di munizionamento militare delle tipologie a salve, a corta gittata, F-AIR e ordinarie di calibro 5.56 mm NATO, 7.62 mm NATO e 12.7 mm NATO. È in atto una Convenzione con la FIOCCHI Munizioni S.p.A., finalizzata a soddisfare le esigenze di munizionamento di piccolo calibro per le Amministrazioni dello Stato. In particolare, il Pirotecnico effettua la produzione dello stozzato del bossolo metallico per il calibro 5,56 mm e 7,62 mm NATO, la nastratura delle munizioni per i calibri 5,56 mm, 7,62 mm e 12,7 mm NATO, la serigrafia delle cassette metalliche per le munizioni di piccolo calibro e la produzione dei corpi palla per le munizioni calibro 7.62 mm NATO.
Le professionalità delle maestranze Civili del Pirotecnico si esprimono non solo nella accuratezza delle attività di produzione, di supporto e gestione amministrativa, ma anche in quelle di verifica delle lavorazioni interne presso lo Stabilimento, ma soprattutto presso i fornitori esterni. In particolare, il personale specializzato dello Stabilimento esegue attività di Collaudo presso la ditta Fiocchi in piena sinergia con il personale della Direzione Armamenti Terrestri (UTTAT Nettuno), garantendo rigore tecnico ed elevati standard di qualità del prodotto a beneficio non solo delle Amministrazioni della Difesa, ma anche per il continuo miglioramento produttivo del settore industriale nazionale.

#### Stabilimento Militare Ripristini e Recuperi del Munizionamento di Noceto di Parma
Realizzato tra il 1934 ed il 1938 come Laboratorio Caricamento Proietti, ovvero opificio per l’allestimento di munizioni di vario calibro, raggiunse la massima espansione produttiva nel periodo bellico. Risale infatti a quel periodo la costruzione di un centinaio di edifici e relativi impianti dedicati in maggior parte al confezionamento di esplosivi.
A partire dal periodo post bellico lo Stabilimento, come gran parte delle strutture industriali militari, perse la connotazione produttiva trasformandosi in Ente per la manutenzione e di supporto logistico dell’Esercito, nonché di Ente Appaltante per le produzioni di munizionamento affidate contrattualmente all’industria Privata e responsabile dell’assicurazione qualità. Negli anni ’80 lo Stabilimento divenne Centro di manutenzione avanzata dei missili HAWK dell’E.I. e dei Paesi NATO, conservando comunque la struttura designata al trattamento di munizionamento convenzionale di artiglieria. Con la ristrutturazione dell’Area Tecnico Industriale della Difesa alla fine degli anni ’90, per mezzo del Decreto n. 459/1997, facendo seguito alle nuove esigenze delle Forze Armate, lo Stabilimento intraprese un percorso il cui obiettivo era l’apertura al "mercato esterno", rivestendo in questo modo un ruolo nettamente diverso da quello istituzionale fino ad allora ricoperto. A segnare in modo decisivo questo cambiamento, fu il passaggio dello Stabilimento alle dipendenze dell'Agenzia Industrie Difesa nel 2002, con l’obiettivo di raggiungere l’economica gestione.
Prodotti e servizi
Lo Stabilimento Militare Ripristini e Recuperi del Munizionamento di Noceto vede il suo Core Business nella demilitarizzazione di manufatti esplosivi a favore di enti nazionali ed internazionali, pubblici e privati. In particolare, l’attività di demilitarizzazione riguarda la demolizione di munizionamento di piccolo, medio e grande calibro, mine antipersona e anticarro, bombe a grappolo (cluster bombs), razzi e missili. A margine di questa attività, vengono anche svolti alcuni servizi aggiuntivi, ne sono un esempio la manutenzione di missili controcarro Spike e contraerei Stinger, l'integrazione dei missili controcarro Spike ed alcune attività di integrazione di parti piriche. I prodotti derivanti dall’attività di inertizzazione dei manufatti esplosivi vengono bruciati mediante tre impianti di termodistruzione a combustione controllata. Il recupero dei rottami metallici (quali acciaio, rame, ottone, alluminio), una volta bonificati, vengono riciclati e immessi nel mercato civile. Tutti i processi industriali operati nello Stabilimento Ripristini e Recuperi del Munizionamento rispettano la normativa nazionale e comunitaria per quanto concerne la sicurezza dei luoghi di lavoro ed il rispetto dell'ambiente.

### Demilitarizzazione
La demilitarizzazione consiste nel rendere completamente inutilizzabili i materiali energetici rispetto al loro impiego bellico iniziale; presso lo Stabilimento tale processo si realizza, previo eventuale smontaggio delle parti sensibili presenti, attraverso diverse fasi tra le quali si citano: il taglio che viene effettuato con specifiche seghe a controllo remoto progettate per operare su materiale esplosivo in totale sicurezza per l’operatore in quanto posizionate all’interno di locali blindati resistenti all’esplosione, la termodistruzione dell'esplosivo in forno di tipo “statico” ad emissione in atmosfera controllata, la detonazione mediante forno "rotativo" che viene tipicamente impiegato per il munizionamento convenzionale di piccolo calibro ed, in ultimo, la deformazione permanente, effettuata con idonee presse idrauliche, di tutti i sottocomponenti inerti. Lo Stabilimento dispone anche di un forno "bonificatore" per eliminare eventuali tracce residue di esplosivo dalle parti metalliche e di un ulteriore forno di tipologia "a tunnel" per la termodistruzione di quegli ordigni in cui l'esplosivo risulta essere parzialmente confinato all’interno del manufatto stesso. A seguito delle operazioni di demilitarizzazione con le metodologie suddette, lo Stabilimento effettua il recupero dei metalli pregiati contenuti negli ordigni bellici quali: ottone, rame, acciaio, piombo, tungsteno, ecc. per smaltirli mediante il conferimento ad operatori qualificati del settore.

### Rilancio Industriale
- Stabilimento Militare Spolette di Torre Annunziata
- Stabilimento Militare Propellenti di Fontana Liri

Lo Stabilimento Militare Spolette di Torre Annunziata oggi è impegnato nella valorizzazione dei materiali militari dismessi e dei mezzi terrestri che vengono ricondizionati per poi essere messi in vendita sul mercato. Lo Stabilimento è attivo nel recupero dei componenti, in seguito all’operazione di demilitarizzazione, e nella rottamazione di armi provenienti da lasciti spontanei o trasmesse dall’autorità giudiziaria.

#### Stabilimento Militare Spolette di Torre Annunziata
La sua storia risale al secolo XVII, quando nel 1652 l’allora viceré di Napoli si attivò per avviare la costruzione di una “fabbrica di polvere di cannone”, rinominata due anni più tardi “Real Polveriera”.
Con il passare degli anni, e con l’inizio della produzione diversificata di armi da fuoco e da taglio, nel periodo del regno Borbonico, la denominazione dell’Ente cambiò nuovamente nome in “Real Fabbrica d’Armi”.
Successivamente, all’inizio del 1900, lo Stabilimento subì una ristrutturazione, implementando una linea per la manifattura di spolette e proiettili. La produzione si intensificò a tal punto da raggiungere, durante la 1ª guerra mondiale, un numero superiore ai 3.000 operai.
Nel 1984 l’Unità Produttiva assunse l’attuale denominazione e successivamente nel 2001, due decreti ministeriali sancirono il trasferimento della gestione dalla Direzione Generale Armamenti Terrestri all’Agenzia Industrie Difesa.
All’interno dello Stabilimento ha particolare rilevanza storica la famosa “sala delle armi”, un museo nel quale è custodita la memoria di quello che è stato l’ingegno umano, la produzione e la tecnologia che hanno preceduto gli attuali sistemi di armamento e i suoi metodi di costruzione.
Prodotti e servizi
Lo Stabilimento Militare Spolette di Torre Annunziata oggi è impegnato nella valorizzazione dei materiali militari dismessi e dei mezzi terrestri che vengono ricondizionati per poi essere messi in vendita sul mercato. Lo Stabilimento è attivo nel recupero dei componenti, in seguito all’operazione di demilitarizzazione, e nella rottamazione di armi provenienti da lasciti spontanei o trasmesse dall’autorità giudiziaria.